# 学校法人ホンダ学園
学校法人ホンダ学園（がっこうほうじんホンダがくえん）とは、埼玉県ふじみ野市に本部を置く学校法人。

## 概要
本田技研工業の創業者である本田宗一郎が創設した学校法人で、2019年現在、以下の専修学校2校を設置・運営する。
- ホンダテクニカルカレッジ関東（埼玉県ふじみ野市）
- ホンダテクニカルカレッジ関西（大阪府大阪狭山市）

## 沿革
出典：
- 1976年 - 埼玉県知事より各種学校設立認可（ホンダインターナショナルテクニカルスクール）、第一期生入学
- 1976年 - 運輸大臣より一種自動車整備士養成施設の指定を受ける
- 1979年 - 学校法人ホンダ学園設立発起人会にて設立決議
- 1981年 - 大阪府知事より関西校設立認可（ホンダ関西自動車整備士専門学校）、関西校第一期生入学
- 1981年 - 関西校が運輸大臣より一種自動車整備士養成施設の指定を受ける
- 1994年 - ホンダ学園賛助会設立・奨学金制度導入
- 1995年 - 文部大臣より卒業生に「専門士」の称号付与認定
- 2006年 - 校名変更（「ホンダインターナショナルテクニカルスクール」→「ホンダテクニカルカレッジ関東」、「ホンダ関西自動車整備専門学校」→「ホンダテクニカルカレッジ関西」）